# Сарсак-Омгинское сельское поселение
Сарсак-Омгинское се́льское поселе́ние (тат. Сарсак-Умга авыл җирлеге, Sarsaq-Umğa awıl cirlege) — муниципальное образование в Агрызском районе Татарстана Российской Федерации.
Административный центр — село Сарсак-Омга.

## История
Статус и границы сельского поселения установлены Законом Республики Татарстан от 31 января 2005 года № 14-ЗРТ «Об установлении границ территорий и статусе муниципального образования "Агрызский муниципальный район" и муниципальных образований в его составе».

## Население
| 2010 | 2011 | 2012 | 2013 | 2014 | 2015 | 2016 |
| ---- | ---- | ---- | ---- | ---- | ---- | ---- |
| 657  | ↘655 | ↘632 | ↘628 | ↘609 | ↘606 | ↗626 |
| 2017 | 2018 | 2019 | 2020 |      |      |      |
| ↘622 | ↘596 | ↘591 | ↘577 |      |      |      |

## Состав сельского поселения
| № | Населённый пункт | Тип населённого пункта       | Население |
| - | ---------------- | ---------------------------- | --------- |
| 1 | Сардали          | деревня                      |           |
| 2 | Сарсак-Арема     | деревня                      |           |
| 3 | Сарсак-Омга      | село, административный центр |           |
| 4 | Татарский Тансар | деревня                      |           |